# Вилијам Шокли
Вилијам Бредфорд Школи млађи (енгл. William Bradford Shockley Jr.; 13. фебруар 1910. — 12. август 1989) био је амерички физичар и проналазач. Добио је Нобелову награду за физику 1956. године „за истраживања полупроводника и проналазак транзисторског ефекта”.
Делимично као резултат Шоклијевих покушаја да комерцијализује нови дизајн транзистора током 1950-их и 1960-их, калифорнијска Силицијумска долина постала је легло иновација у електроници.
У свом каснијем животу, док је био професор електротехнике на Универзитету Станфорд и касније, Шокли је постао надалеко познат по својим екстремним погледима на расу и залагању за еугенику.

## Младост и образовање
Шокли је рођен од америчких родитеља у Лондону 13. фебруара 1910. године, а одрастао је у родном граду своје породице, Пало Алту у Калифорнији, од своје треће године. Његов отац, Вилијам Хилман Шокли, био је рударски инжењер који се професионално бавио рударством и говорио је осам језика. Његова мајка, Меј (рођена Бредфорд), одрасла је на америчком западу, дипломирала је на Универзитету Стенфорд и постала прва жена заменик геодета за рударство у САД. Шокли је био школован код куће све до осме године, због несклоности његових родитеља према јавним школама, као и Шоклијеве навике насилних напада беса. Шокли је у младости научио физику од комшије који је био професор физике на Станфорду. Шокли је провео две године на војној академији Пало Алто, затим се накратко уписао у школу за тренере у Лос Анђелесу да би студирао физику и касније матурирао на Холивудској средњој школи 1927.
Шокли је дипломирао на Калтеху 1932. и докторирао на МИТ-у 1936. Назив његове докторске тезе је био Електронски бендови у натријум хлориду, тема коју је предложио његов саветник за тезу, Џон K. Слејтер.

## Патенти
Шоклију је одобрено преко деведесет америчких патената. Неки значајни су:
- US 2502488 Semiconductor Amplifier.
- US 2569347 Circuit element utilizing semiconductive material.
- US 2655609 Bistable Circuits.
- US 2787564 Forming Semiconductive Devices by Ionic Bombardment.
- US 3031275 Process for Growing Single Crystals.
- US 3053635 Method of Growing Silicon Carbide Crystals.

### Шоклијеви предратни чланци
- Johnson, R. P.; Shockley, W. (15. 3. 1936). „An Electron Microscope for Filaments: Emission and Adsorption by Tungsten Single Crystals”. Physical Review. American Physical Society (APS). 49 (6): 436—440. Bibcode:1936PhRv...49..436J. ISSN 0031-899X. doi:10.1103/physrev.49.436.
- Slater, J. C.; Shockley, W. (15. 10. 1936). „Optical Absorption by the Alkali Halides”. Physical Review. American Physical Society (APS). 50 (8): 705—719. Bibcode:1936PhRv...50..705S. ISSN 0031-899X. doi:10.1103/physrev.50.705.
- Shockley, William (15. 10. 1936). „Electronic Energy Bands in Sodium Chloride”. Physical Review. American Physical Society (APS). 50 (8): 754—759. Bibcode:1936PhRv...50..754S. ISSN 0031-899X. doi:10.1103/physrev.50.754.
- Shockley, W. (15. 10. 1937). „The Empty Lattice Test of the Cellular Method in Solids”. Physical Review. American Physical Society (APS). 52 (8): 866—872. Bibcode:1937PhRv...52..866S. ISSN 0031-899X. doi:10.1103/physrev.52.866.
- Shockley, William (15. 8. 1939). „On the Surface States Associated with a Periodic Potential”. Physical Review. American Physical Society (APS). 56 (4): 317—323. Bibcode:1939PhRv...56..317S. ISSN 0031-899X. doi:10.1103/physrev.56.317.
- Steigman, J.; Shockley, W.; Nix, F. C. (1. 7. 1939). „The Self-Diffusion of Copper”. Physical Review. American Physical Society (APS). 56 (1): 13—21. Bibcode:1939PhRv...56...13S. ISSN 0031-899X. doi:10.1103/physrev.56.13.

### Шоклијеви послератни чланци
- Shockley, W. (1949). „The Theory of p-n Junctions in Semiconductors and p-n Junction Transistors”. Bell System Technical Journal. Institute of Electrical and Electronics Engineers (IEEE). 28 (3): 435—489. ISSN 0005-8580. doi:10.1002/j.1538-7305.1949.tb03645.x.
- Shockley, W.; Pearson, G. L.; Haynes, J. R. (1949). „Hole Injection in Germanium-Quantitative Studies and Filamentary Transistors”. Bell System Technical Journal. Institute of Electrical and Electronics Engineers (IEEE). 28 (3): 344—366. ISSN 0005-8580. doi:10.1002/j.1538-7305.1949.tb03641.x.
- Shockley, W. (1951). „Hot Electrons in Germanium and Ohm's Law”. Bell System Technical Journal. Institute of Electrical and Electronics Engineers (IEEE). 30 (4): 990—1034. ISSN 0005-8580. doi:10.1002/j.1538-7305.1951.tb03692.x.
- Shockley, W. (1954). „Negative Resistance Arising from Transit Time in Semiconductor Diodes”. Bell System Technical Journal. Institute of Electrical and Electronics Engineers (IEEE). 33 (4): 799—826. ISSN 0005-8580. doi:10.1002/j.1538-7305.1954.tb03742.x.
- Sze, S. M.; Shockley, W. (6. 5. 1967). „Unit-Cube Expression for Space-Charge Resistance”. Bell System Technical Journal. Institute of Electrical and Electronics Engineers (IEEE). 46 (5): 837—842. ISSN 0005-8580. doi:10.1002/j.1538-7305.1967.tb01716.x.
- "On the Statistics of Individual Variations of Productivity in Research Laboratories", Shockley 1957
- On heredity, dysgenics and social issues:
  - Shockley 1965, "Is Quality of US Population Declining." U.S. News & World Report, November 22, pp. 68–71
  - Shockley 1966, "Possible Transfer of Metallurgical and Astronomical Approaches to Problem of Environment versus Ethnic Heredity" (on an early form of admixture analysis)
  - Shockley 1966, "Population Control or Eugenics." In J. D. Roslansky (ed.), Genetics and the Future of Man (New York: Appleton-Century-Crofts)
  - Shockley 1967, "The Entrenched Dogmatism of Inverted Liberals", manuscript by Shockley from which major portions were read in lectures
  - Shockley 1968, "Proposed Research to Reduce Racial Aspects of the Environment-Heredity Uncertainty", proposal read by Shockley before the National Academy of Science on April 24, 1968
  - Shockley 1968, "Ten Point Position Statement on Human Quality Problems", revised by Shockley from a talk which he presented on "Human Quality Problems and Research Taboos"
  - Shockley 1969, "An Analysis Leading to a Recommendation Concerning Inquiry into Eugenic Legislation", press release by Shockley, Stanford University, April 28, 1969
  - Shockley 1970, "A 'Try Simplest Cases' Approach to the Heredity-Poverty-Crime Problem." In V. L. Allen (ed.), Psychological Factors in Poverty (Chicago: Markham)
  - Shockley 1979, "Proposed NAS Resolution, drafted October 17, 1970", proposed by Shockley before the National Academy of Sciences
  - Shockley 1970, "New Methodology to Reduce the Environment-Heredity Uncertainty About Dysgenics"
  - Shockley 1971, "Hardy-Weinberg Law Generalized to Estimate Hybrid Variance for Negro Populations and Reduce Racial Aspects of the Environment-Heredity Uncertainty"
  - Shockley 1971, "Dysgenics – A Social Problem Evaded by the Illusion of Infinite Plasticity of Human Intelligence?", manuscript planned for reading at the American Psychological Association Symposium entitled: "Social Problems: Illusion, Delusion or Reality."
  - "Models, Mathematics, and the Moral Obligation to Diagnose the Origin of Negro IQ Deficits", W. Shockley, (1971) [16]
  - "Negro IQ Deficit: Failure of a 'Malicious Coincidence' Model Warrants New Research Proposals", Shockley 1971[17]
  - "Dysgenics, Geneticity, Raceology: A Challenge to the Intellectual Responsibility of Educators", Shockley 1972a[18]
  - "A Debate Challenge: Geneticity Is 80% for White Identical Twins' I.Q.'s", Shockley 1972b[19]
  - Shockley 1972, "Proposed Resolution Regarding the 80% Geneticity Estimate for Caucasian IQ", advance press release concerning a paper presented by Shockley
  - Shockley 1973, "Deviations from Hardy-Weinberg Frequencies Caused by Assortative Mating in Hybrid Populations"[20]
  - Shockley 1974, "Eugenic, or Anti-Dysgenic, Thinking Exercises", press release by Shockley dated 1974 May 3
  - Shockley 1974, "Society Has a Moral Obligation to Diagnose Tragic Racial IQ Deficits", prepared statement by Shockley to be read during his debate against Roy Innis
  - Shockley 1978, "Has Intellectual Humanitarianism Gone Berserk?", introductory statement read by Shockley prior to a lecture given by him at UT Dallas
  - Shockley 1979, "Anthropological Taboos About Determinations of Racial Mixes", press release by Shockley on October 16, 1979
  - Shockley 1980, "Sperm Banks and Dark-Ages Dogmatism", position paper presented by Shockley in a lecture to the Rotary Club of Chico, California, April 16, 1980
  - Shockley 1981, "Intelligence in Trouble", article by Shockley published in Leaders magazine, issue dated 1981 Jun 15

### Шоклијеве књиге
- Shockley, William – Electrons and holes in semiconductors, with applications to transistor electronics, Krieger (1956)  0-88275-382-7
- Shockley, William and Gong, Walter A – Mechanics Charles E. Merrill, Inc. (1966)
- Shockley, William and Pearson, Roger – Shockley on Eugenics and Race: The Application of Science to the Solution of Human Problems, Scott-Townsend (1992)  1-878465-03-1

### Интервјуи
- Interview of William Shockley by Lillian Hoddeson on 1974 Sep. 10, Niels Bohr Library & Archives, American Institute of Physics, College Park, MD USA
- Playboy 1980, William Shockley interview with Playboy